# Enculturació
La endoculturació o enculturació, és una experiència d'aprenentatge parcialment conscient i parcialment inconscient, a través de la qual la generació de més edat convida, indueix i obliga a la generació més jove a adoptar les maneres de pensar i comportar-se tradicionals. Cada generació és programada no només per replicar la conducta de la generació anterior, sinó també per premiar la conducta que s'adapti a les pautes de la seva pròpia experiència de endoculturació i castigar, o almenys no premiar, la conducta que es desvia d'aquestes.
Equilibri que aconsegueix un individu en l'àmbit social. La endoculturació de l'individu en els primers anys de la seva vida, és el mecanisme dominant per a la formació de la seva estabilitat cultural, mentre que el procés tal com opera en gent més madura és important per a la producció de camp. Alguns autors matisen el paper de la generació adulta en el procés de endoculturació, i assenyalen que altres nens i joves una mica més grans que el nen subjecte exerceixen una poderosa influència cultural. Això explicaria l'existència de salts generacionals, i que els joves tinguin a tenir usos lingüístics més propers a altres joves que els seus propis pares. S'ha assenyalat que les diferències generacionals en l'adquisició del llenguatge és el que s'amaga després del canvi lingüístic gradual, més que l'evolució de l'ús de la llengua al llarg de la vida de l'individu.
En el procés d'apropiació cultural el receptor de la cultura (subjecte) rep aquestes pautes i les descodifica. Per tant, la cultura rebuda pot ser modificada. La modificació d'aquestes pautes pot relacionar-se amb l'abisme generacional i factors socioeconòmics i polítics conjunturals.